# Babyrousa celebensis
Il babirussa di Sulawesi (Babyrousa celebensis Deninger, 1909) è una specie del genere Babyrousa originaria di Sulawesi e di alcune isole vicine (Lembeh, Buton e Muna), in Indonesia. Come le altre specie appartenenti al genere, la specie è caratterizzata da due paia di grandi zanne composte da canini ingrossati. I canini superiori penetrano nella parte superiore del muso, curvando all'indietro verso la fronte. Il babirussa di Sulawesi è minacciato dalla caccia e dalla deforestazione che devastano Sulawesi.
Il nome comune ed il nome scientifico sono diverse trascrizioni del suo nome locale, che tradotto letteralmente significa "maiale-cervo" (dall'indonesiano Babi ossia "maiale", e rusa ossia "cervo") in riferimento alle grandi zanne del maschio che ricordano i palchi dei cervi.

## Descrizione

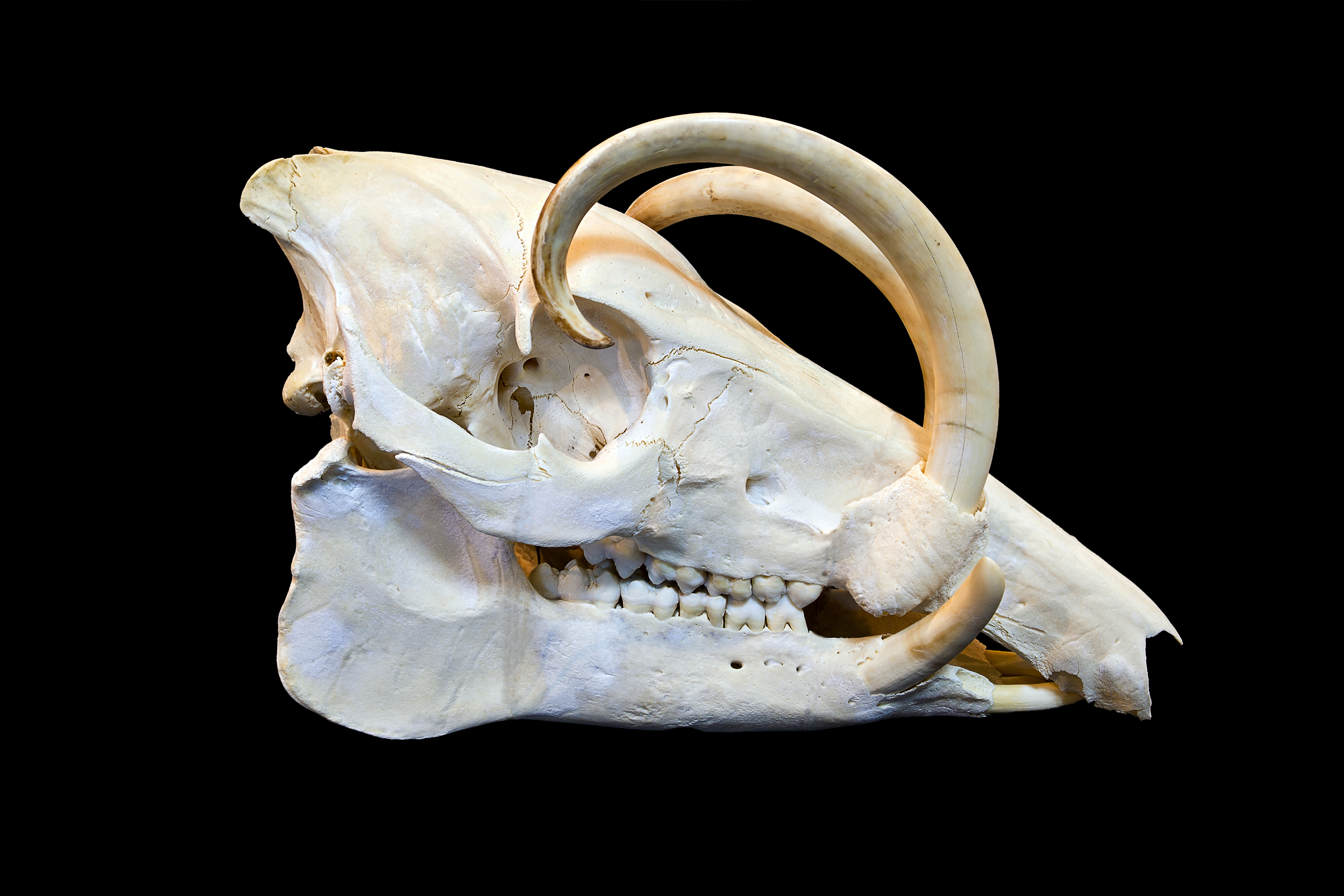
Cranio di un babirussa maschio

Le varie specie di babirussa differiscono tra loro per caratteristiche morfologiche quasi irrilevanti. Il babirussa di Sulawesi misura dagli 85 ai 110 centimetri (33-43 pollici) dalla punta del muso fino alla coda, un'altezza al garrese di 65–80 cm, per un peso massimo di 100 kg (220 libbre). Hanno un corpo tondeggiante con zampe relativamente lunghe e sottili. L'animale è quasi completamente glabro, rivelando la sua pelle grigiastra, rosata sul ventre, ad eccezione di un ciuffo di peli sulla punta della coda. Nei maschi, i canini superiori sono relativamente lunghi e spessi e fortemente ricurvi, emergendo ai lati della bocca verso l'alto, sovrastando il muso, mentre i lunghi canini inferiori emergono dai lati della bocca. I canini superiori possono crescere all'indietro talmente tanto da arrivare persino a penetrare il cranio nei maschi, a meno che non vengano rotti o smussati dall'animale.
Nelle femmine, i canini sono molto più corti e non sporgono dal muso. A confronto, il babirussa delle Molucche presenta peli relativamente lunghi e spessi, un ciuffo sulla coda ben sviluppato e canini superiori relativamente corti e snelli nei maschi, mentre il babirussa delle Togian è la specie più grande, presenta un ciuffo sulla coda relativamente ben sviluppato e i canini superiori dei maschi sono "corti, snelli, ruotati in avanti e sempre convergenti". Inoltre, nel babirussa delle Molucche i peli sono di colore crema-dorato o nero, mentre nel babirussa di Togian i peli sono marroni o neri, relativamente chiari sulle regioni inferiori.

## Biologia

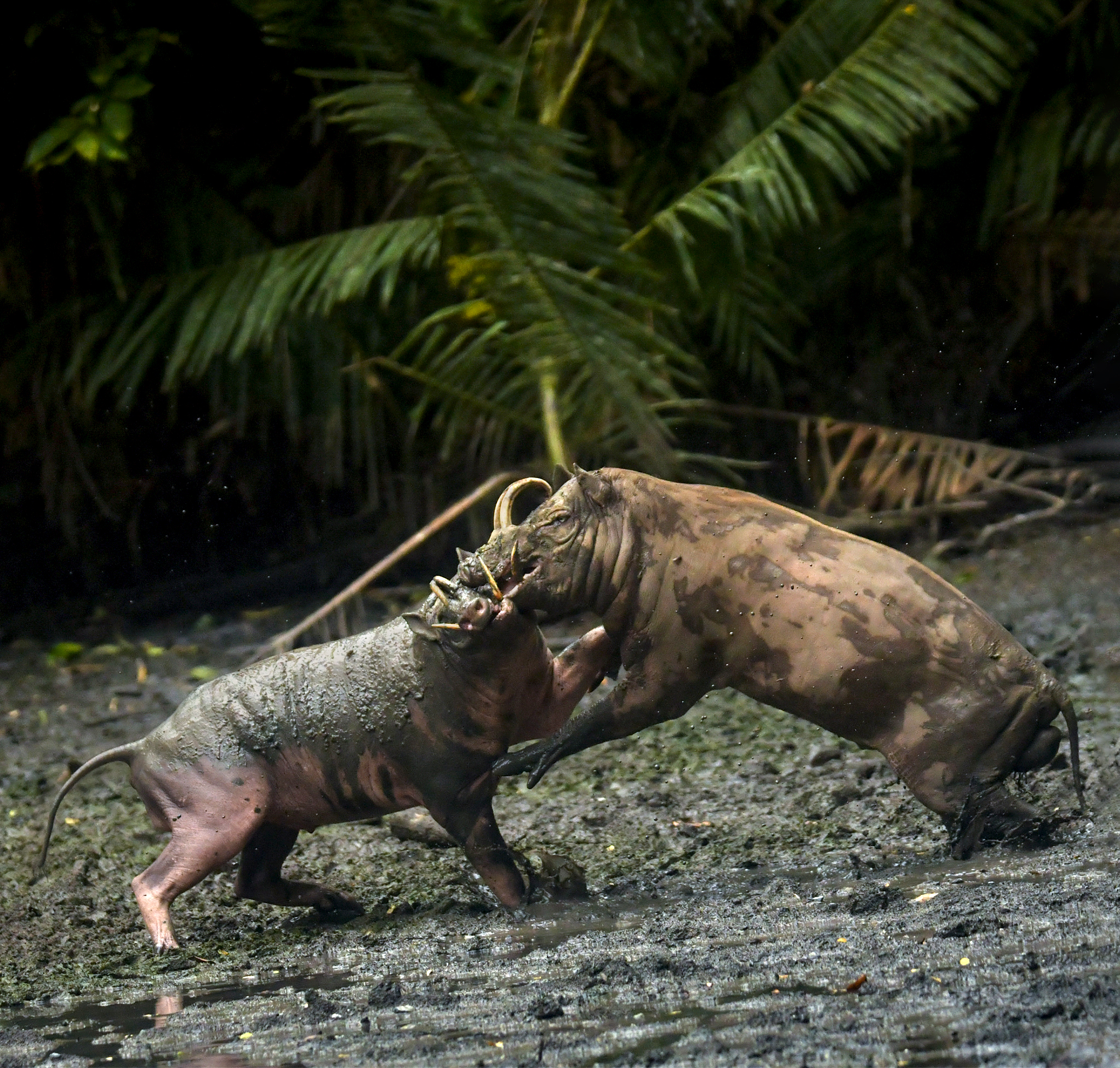
Scontro tra due maschi

Riguardo alle abitudini di vita del babirussa di Sulawesi, sono disponibili solamente pochi dati concreti. Tuttavia, si ritiene che esse differiscano poco da quelle del babirussa delle Molucche.
I babirussa sono onnivori e si nutrono di varie parti di piante, come foglie, radici e frutti, nonché di sostanze di origine animale, come invertebrati, insetti e piccoli vertebrati. È possibile che questi animali vadano in cerca di cibo in zone particolari, a differenza di altre specie del gruppo dei suiformi, e probabilmente non scavino tanto nel terreno con il muso, a causa della mancanza di un osso rostrale nel naso, prediligendo scavare in sedimenti morbidi come la sabbia lassa e nei terreni fangosi. La mancanza di tale osso è anche il motivo per cui i maschi di babirussa non combattono spingendosi con il muso e le zanne, ergendosi invece sulle zampe posteriori scalciando con le zampe anteriori l'avversario finché uno dei due non perde l'equilibrio o non cede. Le zanne dei maschi adulti sono usate nei combattimenti intraspecifici. Le zanne superiori sono per la difesa mentre le zanne inferiori sono armi offensive. Questa specie visita anche aree ove si trovano depositi di sale vulcanico, bevendo acqua e ingerendo il terreno.
I maschi di babirussa di Sulawesi più anziani sono perlopiù solitari, mentre le femmine ed i loro cuccioli formano dei gruppi o bande che possono contenere fino a 84 individui, la maggior parte dei quali non contengono maschi adulti. I maschi raramente viaggiano in coppia o in un trio. Tuttavia, presso i punti d'acqua e in altri luoghi, sono state osservate anche bande più numerose.
La durata del ciclo nelle femmine è compresa tra i 28 e i 42 giorni, e l'estro dura 2-3 giorni. Le dimensioni della cucciolata per un babirussa è solitamente di uno o due cuccioli.

## Distribuzione e habitat
Questa specie è originaria di Sulawesi e di alcune isole vicine (Lembeh, Buton e Muna), Indonesia. Il suo habitat sono i sottoboschi delle foreste tropicali, i canneti e le rive di fiumi e laghi, particolarmente ricchi di piante acquatiche, dove la sua pelle per lo più glabra, screziata di colore grigio e marrone gli conferisce un certo grado di mimetizzazione.

## Classificazione
Insieme agli altri membri del genere Babyrousa, anche il babirussa di Sulawesi venne originariamente considerato una sottospecie della diffusa Babyrousa babyrussa, tuttavia recenti studi suggeriscono che potrebbero esserci diverse specie, differenziabili in base alla distribuzione, alle dimensioni e alla massa, alla copertura di peli, e alla forma del cranio dei maschi. Dopo la scissione, l'areale dei "veri" Babyrousa babyrussa è stato limitato a Buru e alle isole Sula.
La maggior parte degli esperti concordano sul fatto che i babirussa fanno parte della famiglia dei suini, e sono uno dei più antichi membri viventi della famiglia, rappresentando una sottofamiglia, Babyrousinae, dipartitasi dal ramo dei facoceri (sottofamiglia Phacochoerini) durante l'Oligocene o all'inizio del Miocene.

## Conservazione

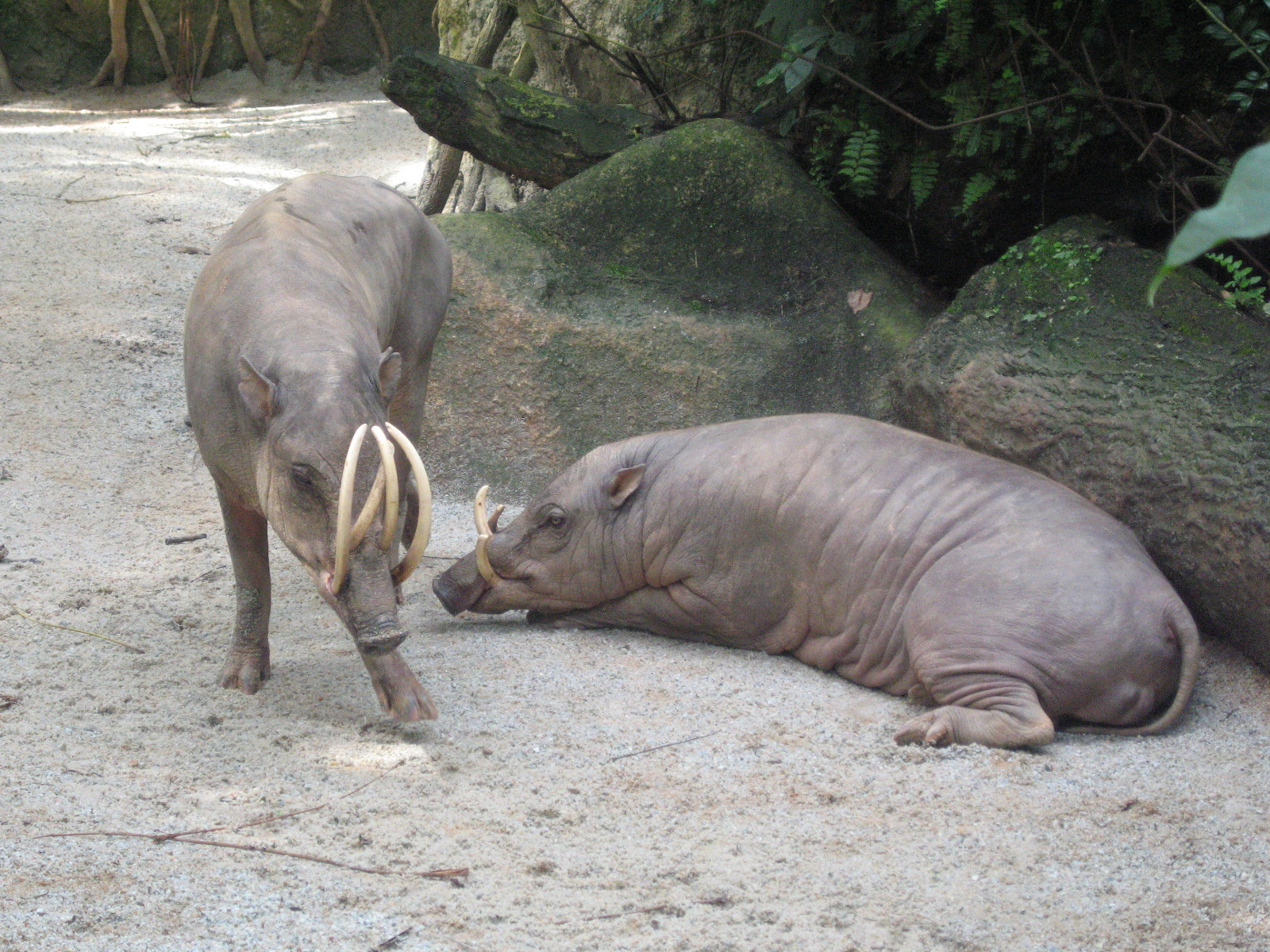
Due maschi presso lo zoo di Singapore

La specie è classificata come Vulnerabile dall'Unione Internazionale per la Conservazione della Natura (IUCN) a causa dell'esiguità delle popolazioni. Tale classificazione è giustificata dalle ridotte dimensioni dell'areale. Inoltre, negli ultimi anni il numero di esemplari è andato riducendosi a causa della perdita dell'habitat dovuta alla deforestazione e ad altri tipi di alterazioni ambientali, nonché della caccia da parte delle popolazioni non musulmane. Inoltre, gli studiosi prevedono che questa attuale tendenza potrebbe aggravarsi.

### In cattività
Sebbene non sia una specie molto comune negli zoo, il babirussa di Sulawesi prospera eccezionalmente in cattività. Lo zoo del Bronx ha un eccellente record di riproduzione per questo animale, ma è stato allevato anche in molti altri zoo come lo zoo di St. Louis, lo zoo di Los Angeles, lo zoo Safari di South Lakes, il Marwell Wildlife, lo zoo di Audubon e lo zoo di Chester.
Nel 2006, un maschio di babirussa e una femmina di maiale domestico sono stati accidentalmente autorizzati ad incrociarsi nello zoo di Copenaghen. La prole che nacque in seguito era composta da cinque maialini ibridi, due dei quali morirono in seguito a delle ferite inflitte dalla madre; i restanti tre (due maschi e una femmina) risultarono infertili.